# Colaphus palaestinus
Colaphus palaestinus (лат.) — вид жуков из подсемейства хризомелин семейства листоедов.

## Описание
Тёмно-синие жуки с заметно выпуклым телом длиной 4,8-5,7 мм. Бёдра красные. Надкрылья с более грубыми, чем на переднеспинке точками.

## Распространение
Встречается в Сирии, Египте, Палестине, Израиле и Ливане. Как чужеродный вид отмечен на Мальте.